# FEI Nations Cup 2018 (Vielseitigkeit)
Der FEI Nations Cup 2018 im Vielseitigkeitsreiten (2018 FEI Nations Cup™ Eventing) war die siebente Saison des Nations Cups der Vielseitigkeitsreiter.

## Ablauf der Turnierserie
Die Saison 2018 brachte für den Nations Cup mehrere größere Änderungen mit sich. So war erstmals kein Austragungsort im deutschsprachigen Raum mehr Teil der Serie, nachdem das Nationenpreisturnier von Wiener Neustadt 2017 ein einmaliger Anlass geblieben war und sich der CHIO Aachen aus dem Nations Cup zurückzog. Der deutsche Nationenpreis, der seit der Seriengründung 2012 Teil der Nationenpreisserie gewesen war, wurde jedoch außerhalb der Serie in Aachen weitergeführt. Einige andere Nationen tauschten 2018 den Austragungsort ihrer Vielseitigkeits-Nationenpreise aus.
Während bei den meisten Etappen das klassische Nationenpreisreglement mit bis zu vier Reitern und einem möglichen Streichergebnis angewandt wurde, hatten die Regeländerung der Olympischen Spiele ab 2020 Auswirkungen auf die Turnierserie. Bei den Etappen von Strzegom und Millstreet wurden die neuen olympischen Regeln getestet.
Die Etappen waren überwiegend als CICO 3* ausgeschrieben, lediglich die Abschlussetappe wurde abweichend als CCIO 3* ausgetragen. Der Auftakt zur Nationenpreisserie fand 2018 am 20. April statt, sie endete am 14. Oktober.
Die siegreiche Mannschaft erhielt in den Wertungsprüfungen jeweils 100 Punkte, die nachfolgenden Nationen bekamen eine absteigende Anzahl an Wertungspunkten. Für Reiter, die die Prüfung nicht beendeten, erhielten die Mannschaften jeweils 1000 Minuspunkte in der Prüfung. Dies stellte sicher, dass alle Mannschaften mit einem Ergebnis abschlossen und damit Wertungspunkte für den Nations Cup erhielten.

## Die Prüfungen

### Italien
Nachdem im Jahr 2017 in Montelibretti ein weiteres Mal kein Nationenpreis zustande gekommen war, war 2018 wieder Vidigulfo Austragungsort des italienischen Nationenpreises. Der erste Nationenpreis dieser Nations-Cup-Saison fand im Ortsteil Vairano, in direkter Nachbarschaft zur Automobil-Rennstrecke Autodromo di Vairano statt. Das CICO 3*-Turnier wurde vom 19. bis 22. April 2018 durchgeführt.
Die französische Equipe dominierte die Prüfung von Beginn an. Nach der Dressur lag Frankreich mit 17 Minuspunkten in Führung, während die drei übrigen Mannschaften eng beieinander lagen. Frankreich gewann die Prüfung, während die schon nach den Gelände abgeschlagenen Schweizer im Springen etliche Fehler sammelte und klar auf den letzten Rang kamen.
Mannschaftswertung CICO 3*
|         | Mannschaft | Reiter und Pferde                   | Minuspunkte | Minuspunkte | Minuspunkte | Minuspunkte | Wertungs- punkte |
| Dressur | Mannschaft | Reiter und Pferde                   | Gelände     | Springen    | Gesamt      |             | Wertungs- punkte |
| ------- | ---------- | ----------------------------------- | ----------- | ----------- | ----------- | ----------- | ---------------- |
| 1       | Frankreich | Luc Chateau Propriano de l'Ebat     | 26,70       | 0,00        | 0,00        | 26,70       |                  |
| 1       | Frankreich | Maxime Livio Pica d'Or              | 28,00       | 0,00        | 0,00        | 28,00       |                  |
| 1       | Frankreich | Brice Luda Valere de Bonnieres      | 28,30       | 1,20        | 4,00        | 33,50       |                  |
| 1       | Frankreich | Raphael Cochet Sherazad de Louviere | 32,40       | 1,60        | 8,00        | (42,00)     |                  |
| 1       | Frankreich |                                     |             |             |             | 88,20       | 100              |
| 2       | Schweden   | Christoffer Forsberg Sapporo        | 26,20       | 0,00        | 8,00        | 34,20       |                  |
| 2       | Schweden   | Ludwig Svennerstål Balham Mist      | 40,10       | 0,00        | 4,00        | 44,10       |                  |
| 2       | Schweden   | Anna Freskgård Box Qutie            | 34,40       | 7,60        | 4,00        | 46,00       |                  |
| 2       | Schweden   |                                     |             |             |             | 124,30      | 90               |
| 3       | Italien    | Arianna Schivo Quefira de l'Ormeau  | 36,90       | 0,00        | 0,00        | 36,90       |                  |
| 3       | Italien    | Fosco Girardi Feldheger             | 34,30       | 0,00        | 8,00        | 42,30       |                  |
| 3       | Italien    | Rebecca Chiappero Quilando Z        | 36,20       | 9,20        | 4,00        | 49,40       |                  |
| 3       | Italien    | Clelia Casiraghi Verdi              | 34,10       | 0,40        | 18,00       | (52,50)     |                  |
| 3       | Italien    |                                     |             |             |             | 128,60      | 80               |
| 4       | Schweiz    | Robin Godel Grandeur de Lully CH    | 37,20       | 2,40        | 8,00        | 47,60       |                  |
| 4       | Schweiz    | Patrizia Attinger Mooney Amach      | 38,10       | 0,00        | 16,00       | 54,10       |                  |
| 4       | Schweiz    | Jasmin Gambirasio Tempo de Laume    | 40,40       | 6,80        | 16,00       | 63,20       |                  |
| 4       | Schweiz    | Camille Guyot Ulsan de Lacoree      | 33,10       | 38,40       | 0,00        | (71,50)     |                  |
| 4       | Schweiz    |                                     |             |             |             | 164,90      | 70               |

Einzelwertung CICO 3*
| Rang | Reiter              | Pferd               | Mannschafts- wertung | Minuspunkte | Minuspunkte | Minuspunkte | Minuspunkte |
| Rang | Reiter              | Pferd               | Mannschafts- wertung | Dressur     | Springen    | Gelände     | Gesamt      |
| ---- | ------------------- | ------------------- | -------------------- | ----------- | ----------- | ----------- | ----------- |
| 1    | Alice Naber-Lozeman | Peter Parker        | nein                 | 26,00       | 0,00        | 0,00        | 26,00       |
| 2    | Luc Chateau         | Propriano de l'Ebat | ja                   | 26,70       | 0,00        | 0,00        | 26,70       |
| 3    | Maxime Livio        | Pica d'Or           | ja                   | 28,00       | 0,00        | 0,00        | 28,00       |
| 4    | Donatien Schauly    | Ocarina du Chanois  | nein                 | 25,60       | 0,00        | 4,00        | 25,60       |
| 5    | Brice Luda          | Valere de Bonnieres | ja                   | 28,30       | 1,20        | 4,00        | 33,50       |

### Vereinigtes Königreich
Bereits traditioneller Austragungsort des britischen Nationenpreises im Vielseitigkeitsreiten ist der Landsitz Houghton Hall in der Grafschaft Norfolk. Die Houghton International Horse Trials wurden 2018 vom 24. bis 27. Mai durchgeführt.
Großbritannien nutzte wie schon häufig im Nations Cup den Nationenpreis von Houghton zum Aufbau international noch nicht so erfahrener Reiter. So kam es, dass sich zwar unter der besten zehn Paaren der Einzelwertung sechs britische Paare befanden (darunter Laura Collett mit gleich drei Pferden), die britische Mannschaft hingegen chancenlos war. Großbritannien musste als einzige Mannschaft Ausfälle hinnehmen, zwei im Gelände ausgeschiedene Reiter bedeutete den sechsten und damit letzten Rang im Mannschaftsklassement. Mit unter 100 Minuspunkten gewann die deutsche Equipe wie im Vorjahr den Nationenpreis.
Mannschaftswertung CICO 3*
|                                                                  | Mannschaft                                                       | Reiter und Pferde                                                | Minuspunkte                                                      | Minuspunkte                                                      | Minuspunkte                                                      | Minuspunkte                                                      | Wertungs- punkte |
| Dressur                                                          | Mannschaft                                                       | Reiter und Pferde                                                | Springen                                                         | Gelände                                                          | Gesamt                                                           |                                                                  | Wertungs- punkte |
| ---------------------------------------------------------------- | ---------------------------------------------------------------- | ---------------------------------------------------------------- | ---------------------------------------------------------------- | ---------------------------------------------------------------- | ---------------------------------------------------------------- | ---------------------------------------------------------------- | ---------------- |
| 1                                                                | Deutschland                                                      | Hanna Knüppel Carismo                                            | 27,50                                                            | 0,00                                                             | 2,40                                                             | 29,90                                                            |                  |
| 1                                                                | Deutschland                                                      | Peter Thomsen Sir Boggles                                        | 31,40                                                            | 0,00                                                             | 1,20                                                             | 32,60                                                            |                  |
| 1                                                                | Deutschland                                                      | Ben Leuwer Urlanmore Prince                                      | 33,30                                                            | 4,00                                                             | 0,00                                                             | 37,30                                                            |                  |
| 1                                                                | Deutschland                                                      | Dirk Schrade Unteam de la Cense                                  | 30,30                                                            | 0,00                                                             | 13,60                                                            | (43,90)                                                          |                  |
| 1                                                                | Deutschland                                                      |                                                                  |                                                                  |                                                                  |                                                                  | 99,80                                                            | 100              |
| 2                                                                | Vereinigte Staaten                                               | Hallie Coon Celien                                               | 34,70                                                            | 0,00                                                             | 0,00                                                             | 34,70                                                            |                  |
| 2                                                                | Vereinigte Staaten                                               | Caroline Martin Danger Mouse                                     | 33,00                                                            | 2,00                                                             | 0,00                                                             | 35,00                                                            |                  |
| 2                                                                | Vereinigte Staaten                                               | Katherine Coleman Monte Classico                                 | 35,80                                                            | 2,00                                                             | 1,60                                                             | 39,40                                                            |                  |
| 2                                                                | Vereinigte Staaten                                               |                                                                  |                                                                  |                                                                  |                                                                  | 109,10                                                           | 90               |
| 3                                                                | Irland                                                           | Aidan Keogh Pride of Tredstep                                    | 31,70                                                            | 0,00                                                             | 4,80                                                             | 36,50                                                            |                  |
| 3                                                                | Irland                                                           | Declan Cullen Seavaghan Ash                                      | 36,70                                                            | 4,00                                                             | 0,00                                                             | 40,70                                                            |                  |
| 3                                                                | Irland                                                           | Austin O’Connor Colorado Blue                                    | 35,30                                                            | 0,00                                                             | 5,60                                                             | 40,90                                                            |                  |
| 3                                                                | Irland                                                           | Michelle Kenny Aspe                                              | 35,30                                                            | 0,00                                                             | 32,00                                                            | (67,30)                                                          |                  |
| 3                                                                | Irland                                                           |                                                                  |                                                                  |                                                                  |                                                                  | 118,10                                                           | 80               |
| 4                                                                | Neuseeland                                                       | Jesse Campbell Amsterdam                                         | 26,80                                                            | 0,00                                                             | 0,80                                                             | 27,60                                                            |                  |
| 4                                                                | Neuseeland                                                       | Caroline Powell Sinatra Frank Baby                               | 35,80                                                            | 4,00                                                             | 0,80                                                             | 40,60                                                            |                  |
| 4                                                                | Neuseeland                                                       | Neil Spratt Galwaybay Echo                                       | 33,20                                                            | 12,00                                                            | 6,40                                                             | 51,60                                                            |                  |
| 4                                                                | Neuseeland                                                       |                                                                  |                                                                  |                                                                  |                                                                  | 119,80                                                           | 70               |
| weitere Platzierungen: Schweden: 5. Rang Großbritannien: 6. Rang | weitere Platzierungen: Schweden: 5. Rang Großbritannien: 6. Rang | weitere Platzierungen: Schweden: 5. Rang Großbritannien: 6. Rang | weitere Platzierungen: Schweden: 5. Rang Großbritannien: 6. Rang | weitere Platzierungen: Schweden: 5. Rang Großbritannien: 6. Rang | weitere Platzierungen: Schweden: 5. Rang Großbritannien: 6. Rang | weitere Platzierungen: Schweden: 5. Rang Großbritannien: 6. Rang | 60 55            |

Einzelwertung CICO 3*
| Rang | Reiter                  | Pferd                    | Mannschafts- wertung | Minuspunkte | Minuspunkte | Minuspunkte | Minuspunkte |
| Rang | Reiter                  | Pferd                    | Mannschafts- wertung | Dressur     | Springen    | Gelände     | Gesamt      |
| ---- | ----------------------- | ------------------------ | -------------------- | ----------- | ----------- | ----------- | ----------- |
| 1    | Laura Collett           | Mr Bass                  | nein                 | 26,30       | 0,00        | 0,00        | 26,30       |
| 2    | Jesse Campbell          | Amsterdam                | ja                   | 26,80       | 0,00        | 0,80        | 27,60       |
| 3    | Francesca Reid-Warrilow | Dolley Whisper           | nein                 | 28,90       | 0,00        | 0,00        | 28,90       |
| 4    | Hanna Knüppel           | Carismo                  | ja                   | 27,50       | 0,00        | 2,40        | 29,90       |
| 5    | Tom McEwen              | Figaro van het Broekxhof | nein                 | 30,30       | 0,00        | 0,00        | 30,30       |

### Polen
Zur Jahresmitte fand das polnische Nationenpreisturnier Strzegom Horse Trials statt. Vom 28. Juni bis zum 1. Juli 2018 wurde das Turnier in Strzegom durchgeführt, es umfasste neben dem Nationenpreis-CICO 3* fünf weitere Vielseitigkeitsprüfungen, von der 1*-Vielseitigkeit bis hin zum CCI 3*.
Erneut erwies sich die Geländestrecke des CICO 3* als eine der anspruchsvollsten der Nationenpreissaison: Von den 40 Teilnehmern erhielten 13 Minuspunkte an den Geländehindernissen, nur zwei Reiter-Pferd-Paare kamen innerhalb der Idealzeit in das Ziel. Die Strzegom Horse Trials dienten als Testveranstaltung für das ab 2020 vorgesehene olympische Reglement ohne Streichergebnisse, aber mit der Möglichkeit Mannschaftspaare (gegen Minuspunkte) auszutauschen.
Fast alle Mannschaften setzen daher nur drei Reiter im Nationenpreis ein, so auch die deutsche Mannschaft, die im Vorjahr siegreich war. Das Fehler eines Streichergebnisses führte dazu, dass die 200 Minuspunkte von Niklas Bschorer durch seinen Sturz im Gelände in die Mannschaftswertung eingingen. Im Springen ging Bschorer in der Mannschaftswertung wieder an den Start und blieb fehlerfrei, Deutschland kam so mit 330,30 Minuspunkten auf Rang fünf.
Österreich beendete die Mannschaftswertung auf Rang sieben, fast alle Ausnahmefälle und Kuriositäten des neuen Regelwerks kamen hier zum Zuge: Katrin Khoddam Hazrati schied in der Dressur aus (100 Minuspunkte), verzichtete anschließend auf die Geländeprüfung (200 Minuspunkte), ging dann aber im Springen für die Mannschaft an den Start (fehlerfrei, keine Minuspunkte). Margit Appelt erhielt in der Dressur ein Ergebnis von 39,60 Minuspunkten, gab im Gelände auf (200 Minuspunkte) und ging auch im Springen nicht mehr für die Mannschaft an den Start (100 Minuspunkte).
Die Franzosen starteten mit drei starken Dressuren und leisteten sich im Gelände keine Schwächen, so dass auch die zwei Hindernisfehler von Maxime Livio im Springen ihren Sieg nicht mehr gefährdeten. Großbritannien brachte international wenig erfahrene Reiter im Alter zwischen 28 und 32 Jahren an den Start. Anders als in Houghton Hall bewährte sich diese Strategie, mit fast 70 Punkten Abstand zu den drittplatzierten Italienern wurden die Briten Zweite. Hierbei griff Großbritannien als einzige Equipe auf die Möglichkeit des Austauschs eines Mannschaftsreiters zurück: Da Coral Keen ihr Pferd in der zweiten Verfassungsprüfung zurückzog, wurde im Springen stattdessen James Sommerville für die Mannschaft in den Start gebracht. Dies wurde zwar mit 20 Minuspunkten gewertet, war für die Mannschaft jedoch vorteilhafter als 100 Minuspunkte für den Nichtstart eines Reiters im Springen.
Mannschaftswertung CICO 3*
|                                                                                   | Mannschaft                                                                        | Reiter und Pferde                                                                 | Minuspunkte                                                                       | Minuspunkte                                                                       | Minuspunkte                                                                       | Minuspunkte                                                                       | Wertungs- punkte |
| Dressur                                                                           | Mannschaft                                                                        | Reiter und Pferde                                                                 | Gelände                                                                           | Springen                                                                          | Gesamt                                                                            |                                                                                   | Wertungs- punkte |
| --------------------------------------------------------------------------------- | --------------------------------------------------------------------------------- | --------------------------------------------------------------------------------- | --------------------------------------------------------------------------------- | --------------------------------------------------------------------------------- | --------------------------------------------------------------------------------- | --------------------------------------------------------------------------------- | ---------------- |
| 1                                                                                 | Frankreich                                                                        | Christopher Six Totem de Brecey                                                   | 30,90                                                                             | 4,40                                                                              | 0,00                                                                              | 35,30                                                                             |                  |
| 1                                                                                 | Frankreich                                                                        | Maxime Livio Opium de Verrieres                                                   | 29,40                                                                             | 2,00                                                                              | 8,00                                                                              | 39,40                                                                             |                  |
| 1                                                                                 | Frankreich                                                                        | François Lemiere Ogustin du Terroir                                               | 33,10                                                                             | 8,00                                                                              | 0,00                                                                              | 41,10                                                                             |                  |
| 1                                                                                 | Frankreich                                                                        |                                                                                   |                                                                                   |                                                                                   |                                                                                   | 115,80                                                                            | 100              |
| 2                                                                                 | Großbritannien                                                                    | William Oakden Cooley Ramiro                                                      | 32,70                                                                             | 4,80                                                                              | 0,00                                                                              | 37,50                                                                             |                  |
| 2                                                                                 | Großbritannien                                                                    | Alice Dunsdon Sambo                                                               | 33,10                                                                             | 0,00                                                                              | 8,00                                                                              | 41,10                                                                             |                  |
| 2                                                                                 | Großbritannien                                                                    | Coral Keen Wellshead Fare Opposition                                              | 38,40                                                                             | 2,40                                                                              | (Zurückg.)                                                                        | 40,80                                                                             |                  |
| 2                                                                                 | Großbritannien                                                                    | James Sommerville Talent                                                          | (35,80)                                                                           | (3,60)                                                                            | 0,00                                                                              | 0,00 + 20,00                                                                      |                  |
| 2                                                                                 | Großbritannien                                                                    |                                                                                   |                                                                                   |                                                                                   |                                                                                   | 139,40                                                                            | 90               |
| 3                                                                                 | Italien                                                                           | Simone Sordi Amacuzzi                                                             | 31,90                                                                             | 4,40                                                                              | 12,00                                                                             | 48,30                                                                             |                  |
| 3                                                                                 | Italien                                                                           | Sara Breschi Midollino                                                            | 39,00                                                                             | 16,00                                                                             | 8,00                                                                              | 63,00                                                                             |                  |
| 3                                                                                 | Italien                                                                           | Marco Biasia Tresor de la Loge                                                    | 32,90                                                                             | 64,80                                                                             | 0,00                                                                              | 97,70                                                                             |                  |
| 3                                                                                 | Italien                                                                           |                                                                                   |                                                                                   |                                                                                   |                                                                                   | 209,00                                                                            | 80               |
| 4                                                                                 | Polen                                                                             | Mateusz Kiempa Lassban Radovix                                                    | 32,30                                                                             | 8,80                                                                              | 8,00                                                                              | 49,10                                                                             |                  |
| 4                                                                                 | Polen                                                                             | Joanna Pawlak Fantastic Frieda                                                    | 48,80                                                                             | 10,00                                                                             | 4,00                                                                              | 62,80                                                                             |                  |
| 4                                                                                 | Polen                                                                             | Marta Dziak-Gierlicz Ekolog                                                       | 42,60                                                                             | 45,20                                                                             | 21,00                                                                             | 108,80                                                                            |                  |
| 4                                                                                 | Polen                                                                             |                                                                                   |                                                                                   |                                                                                   |                                                                                   | 220,70                                                                            | 70               |
| weitere Platzierungen: Deutschland: 5. Rang Schweden: 6. Rang Österreich: 7. Rang | weitere Platzierungen: Deutschland: 5. Rang Schweden: 6. Rang Österreich: 7. Rang | weitere Platzierungen: Deutschland: 5. Rang Schweden: 6. Rang Österreich: 7. Rang | weitere Platzierungen: Deutschland: 5. Rang Schweden: 6. Rang Österreich: 7. Rang | weitere Platzierungen: Deutschland: 5. Rang Schweden: 6. Rang Österreich: 7. Rang | weitere Platzierungen: Deutschland: 5. Rang Schweden: 6. Rang Österreich: 7. Rang | weitere Platzierungen: Deutschland: 5. Rang Schweden: 6. Rang Österreich: 7. Rang | 60 55 50         |

Einzelwertung CICO 3*
| Rang | Reiter            | Pferd              | Mannschafts- wertung | Minuspunkte | Minuspunkte | Minuspunkte | Minuspunkte |
| Rang | Reiter            | Pferd              | Mannschafts- wertung | Dressur     | Gelände     | Springen    | Gesamt      |
| ---- | ----------------- | ------------------ | -------------------- | ----------- | ----------- | ----------- | ----------- |
| 1    | Yoshiaki Ōiwa     | Calle              | nein                 | 30,30       | 0,00        | 0,00        | 30,30       |
| 2    | Christopher Six   | Totem de Brecey    | ja                   | 30,90       | 4,40        | 0,00        | 35,30       |
| 3    | William Oakden    | Cooley Ramiro      | ja                   | 32,70       | 4,80        | 0,00        | 37,50       |
| 4    | Maxime Livio      | Opium de Verrieres | ja                   | 29,40       | 2,00        | 8,00        | 39,40       |
| 5    | James Sommerville | Talent             | ja                   | 35,80       | 3,60        | 0,00        | 39,40       |

### Vereinigte Staaten von Amerika
Der einzige nordamerikanische Nationenpreis der Vielseitigkeitsreiter wurde 2018 in der Kleinstadt The Plains in Virginia, 75 km entfernt von Washington D.C., durchgeführt. Das Nationenpreisturnier Great Meadow International war als CICO 3* ausgeschrieben. Es fand am 7. und 8. Juli 2018 statt. Am ersten Turniertag stand die Dressur und das Springen auf dem Programm, während die Geländeprüfung den zweiten Tag einnahm.
Im CICO 3* waren drei Mannschaften am Start. Ergänzt um etliche Einzelstarter aus den Vereinigten Staaten umfasste das Starterfeld 46 Teilnehmerpaare. Die Geländestrecke erwies sich als sehr selektiv, nur fünf Paare kamen in der Idealzeit durch das Ziel, 15 Teilnehmer beendeten den Geländetag nicht (ausgeschieden bzw. aufgegeben). Die britische Mannschaft sicherte sich den Sieg mit knapp 10 Minuspunkten Vorsprung.
Mannschaftswertung CICO 3*
|         | Mannschaft         | Reiter und Pferde                 | Minuspunkte | Minuspunkte | Minuspunkte | Minuspunkte | Wertungs- punkte |
| Dressur | Mannschaft         | Reiter und Pferde                 | Gelände     | Springen    | Gesamt      |             | Wertungs- punkte |
| ------- | ------------------ | --------------------------------- | ----------- | ----------- | ----------- | ----------- | ---------------- |
| 1       | Großbritannien     | Georgie Spence Halltown Harley    | 35,20       | 0,00        | 0,00        | 35,20       |                  |
| 1       | Großbritannien     | Sophie Brown Wil                  | 34,40       | 0,00        | 30,40       | (64,80)     |                  |
| 1       | Großbritannien     | Ben Hobday Shadow Man             | 29,70       | 0,00        | 27,20       | 56,90       |                  |
| 1       | Großbritannien     | Leslie Law Voltaire de Tre        | 33,60       | 0,00        | 8,80        | 46,40       |                  |
| 1       | Großbritannien     |                                   |             |             |             | 138,50      | 100              |
| 2       | Kanada             | Waylon Roberts Kelecyn Cognac     | 36,50       | 9,00        | 6,40        | 51,90       |                  |
| 2       | Kanada             | Jessica Phoenix Bogue Sound       | 36,90       | 14,00       | 0,00        | 50,90       |                  |
| 2       | Kanada             | Lisa Marie Fergusson Honor Me     | 37,90       | 8,00        | 0,00        | 45,90       |                  |
| 2       | Kanada             | Shelby Brost Crimson              | 35,50       | 0,00        | AUSG        | (1000,00)   |                  |
| 2       | Kanada             |                                   |             |             |             | 148,70      | 90               |
| 3       | Vereinigte Staaten | Phillip Dutton Sportsfield Candy  | 36,00       | 2,00        | 1,60        | 39,60       |                  |
| 3       | Vereinigte Staaten | Caroline Martin Spring Easy       | 35,80       | 2,00        | 29,60       | 67,40       |                  |
| 3       | Vereinigte Staaten | Sydney Elliott Cisko A            | 37,50       | 13,00       | 0,00        | 50,50       |                  |
| 3       | Vereinigte Staaten | Bruce O. Davidson jr. Park Trader | 31,20       | 16,00       | 26,80       | (74,00)     |                  |
| 3       | Vereinigte Staaten |                                   |             |             |             | 157,50      | 80               |

Einzelwertung CICO 3*
| Rang | Reiter          | Pferd             | Mannschafts- wertung | Minuspunkte | Minuspunkte | Minuspunkte | Minuspunkte |
| Rang | Reiter          | Pferd             | Mannschafts- wertung | Dressur     | Springen    | Gelände     | Gesamt      |
| ---- | --------------- | ----------------- | -------------------- | ----------- | ----------- | ----------- | ----------- |
| 1    | William Coleman | Off the Record    | nein                 | 31,10       | 4,00        | 0,00        | 35,10       |
| 2    | Georgie Spence  | Halltown Harley   | ja                   | 35,20       | 0,00        | 0,00        | 35,20       |
| 3    | Jessica Phoenix | Pavarotti         | nein                 | 29,50       | 2,00        | 5,20        | 36,70       |
| 4    | William Coleman | Soupcon du Brunet | nein                 | 33,40       | 0,00        | 3,60        | 37,00       |
| 5    | Phillip Dutton  | Sportsfield Candy | ja                   | 36,00       | 2,00        | 1,60        | 39,60       |

### Frankreich
Zum zweiten Mal wurde auf dem Gelände des französischen Nationalgestüts Haras du Pin in Le Merlerault das französische Nationenpreisturnier durchgeführt. Der CICO 3*im Rahmen des Turniers Le Grand Complet Haras du Pin wurde vom 9. bis 12. August 2018 ausgetragen. Das Teilnehmerfeld in der Einzelwertung war mit 91 Pferd-Reiter-Paaren sehr umfangreich, acht Nationen brachten eine Mannschaft an den Start.
Die Geländestrecke erwies sich hier als gut reitbar, die vordere Hälfte der Mannschaften kam ohne in das Ergebnis eingehende Verweigerungen und nur mit Minuspunkten für die Überschreitung der Idealzeit durch den Geländetag. Frankreich kam auch mit recht wenig Fehlern durch das abschließende Springen, so dass für die Franzosen bereits der dritte Nationenpreissieg in dieser Saison feststand. Die deutsche Equipe lag vor dem Springen auf Rang zwei. Doch in der letzten Teilprüfung glückte wenig, so dass Deutschland auf Rang drei hinter die Niederlande zurückfiel.
In der Einzelwertung gewann Maxime Livio ungefährdet mit seinem Dressurergebnis von 26,4 Minuspunkten. Mark Todd unterlief mit Leonidas II ein Springfehler im Stechen. Da das Feld hinter Livio eng zusammenlag, fiel Todd damit von Rang zwei auf den neunten Platz zurück.
Mannschaftswertung CICO 3*
| | Mannschaft                                                                                         | Reiter und Pferde                                                                                  | Minuspunkte                                                                                        | Minuspunkte                                                                                        | Minuspunkte                                                                                        | Minuspunkte                                                                                        | Wertungs- punkte |
| Dressur                                                                                            | Mannschaft                                                                                         | Reiter und Pferde                                                                                  | Gelände                                                                                            | Springen                                                                                           | Gesamt                                                                                             | | Wertungs- punkte |
| -------------------------------------------------------------------------------------------------- | -------------------------------------------------------------------------------------------------- | -------------------------------------------------------------------------------------------------- | -------------------------------------------------------------------------------------------------- | -------------------------------------------------------------------------------------------------- | -------------------------------------------------------------------------------------------------- | -------------------------------------------------------------------------------------------------- | ---------------- |
| 1                                                                                                  | Frankreich                                                                                         | Maxime Livio Pica d’Or                                                                             | 26,40                                                                                              | 0,00                                                                                               | 0,00                                                                                               | 26,40                                                                                              |                  |
| 1                                                                                                  | Frankreich                                                                                         | Donatien Schauly Pivoine des Touches                                                               | 30,00                                                                                              | 0,80                                                                                               | 4,00                                                                                               | 34,80                                                                                              |                  |
| 1                                                                                                  | Frankreich                                                                                         | Astier Nicolas Vinci de la Vigne                                                                   | 31,90                                                                                              | 0,00                                                                                               | 4,00                                                                                               | 35,90                                                                                              |                  |
| 1                                                                                                  | Frankreich                                                                                         | Karim Florent Laghouag Entebbe                                                                     | 32,00                                                                                              | 0,00                                                                                               | 8,00                                                                                               | (40,00)                                                                                            |                  |
| 1                                                                                                  | Frankreich                                                                                         | | | | | 97,10                                                                                              | 100              |
| 2                                                                                                  | Niederlande                                                                                        | Elaine Pen Undercover                                                                              | 31,90                                                                                              | 3,60                                                                                               | 0,00                                                                                               | 35,50                                                                                              |                  |
| 2                                                                                                  | Niederlande                                                                                        | Raf Kooremans Henri Z                                                                              | 32,50                                                                                              | 6,40                                                                                               | 0,00                                                                                               | 38,90                                                                                              |                  |
| 2                                                                                                  | Niederlande                                                                                        | Sanne de Jong Enjoy                                                                                | 35,50                                                                                              | 10,80                                                                                              | 0,00                                                                                               | 46,30                                                                                              |                  |
| 2                                                                                                  | Niederlande                                                                                        | Tim Lips Lacoste Z                                                                                 | 35,00                                                                                              | 17,60                                                                                              | 8,00                                                                                               | (60,60)                                                                                            |                  |
| 2                                                                                                  | Niederlande                                                                                        | | | | | 120,70                                                                                             | 90               |
| 3                                                                                                  | Deutschland                                                                                        | Andreas Ostholt So is et                                                                           | 26,90                                                                                              | 1,60                                                                                               | 4,00                                                                                               | 32,50                                                                                              |                  |
| 3                                                                                                  | Deutschland                                                                                        | Jörn Warner Vicco Pop                                                                              | 28,50                                                                                              | 4,00                                                                                               | 8,00                                                                                               | 40,50                                                                                              |                  |
| 3                                                                                                  | Deutschland                                                                                        | Nicolai Aldinger Newell                                                                            | 33,50                                                                                              | 6,40                                                                                               | 17,00                                                                                              | 56,90                                                                                              |                  |
| 3                                                                                                  | Deutschland                                                                                        | Pauline Knorr Wilbert Bo                                                                           | 34,70                                                                                              | AUSG                                                                                               | | (1000,00)                                                                                          |                  |
| 3                                                                                                  | Deutschland                                                                                        | | | | | 129,90                                                                                             | 80               |
| 3                                                                                                  | Spanien                                                                                            | Gonzalo Blasco Botín Veux d'Autize                                                                 | 33,50                                                                                              | 2,00                                                                                               | 8,00                                                                                               | 43,50                                                                                              |                  |
| 3                                                                                                  | Spanien                                                                                            | María Pinedo Sendagorta Carriem van Colen Z                                                        | 39,80                                                                                              | 5,20                                                                                               | 0,00                                                                                               | 45,00                                                                                              |                  |
| 3                                                                                                  | Spanien                                                                                            | Manuel Senra Chover Cruising                                                                       | 38,20                                                                                              | 8,00                                                                                               | 8,00                                                                                               | 54,20                                                                                              |                  |
| 3                                                                                                  | Spanien                                                                                            | Esteban Benítez Milana                                                                             | 37,40                                                                                              | 4,40                                                                                               | 24,00                                                                                              | (65,80)                                                                                            |                  |
| 3                                                                                                  | Spanien                                                                                            | | | | | 142,70                                                                                             | 70               |
| weitere Platzierungen: Schweden: 5. Rang Italien: 6. Rang Schweiz: 7. Rang Großbritannien: 8. Rang | weitere Platzierungen: Schweden: 5. Rang Italien: 6. Rang Schweiz: 7. Rang Großbritannien: 8. Rang | weitere Platzierungen: Schweden: 5. Rang Italien: 6. Rang Schweiz: 7. Rang Großbritannien: 8. Rang | weitere Platzierungen: Schweden: 5. Rang Italien: 6. Rang Schweiz: 7. Rang Großbritannien: 8. Rang | weitere Platzierungen: Schweden: 5. Rang Italien: 6. Rang Schweiz: 7. Rang Großbritannien: 8. Rang | weitere Platzierungen: Schweden: 5. Rang Italien: 6. Rang Schweiz: 7. Rang Großbritannien: 8. Rang | weitere Platzierungen: Schweden: 5. Rang Italien: 6. Rang Schweiz: 7. Rang Großbritannien: 8. Rang | 60 55 50 45      |

Einzelwertung CICO 3*
| Rang | Reiter                | Pferd        | Mannschafts- wertung | Minuspunkte | Minuspunkte | Minuspunkte | Minuspunkte |
| Rang | Reiter                | Pferd        | Mannschafts- wertung | Dressur     | Gelände     | Springen    | Gesamt      |
| ---- | --------------------- | ------------ | -------------------- | ----------- | ----------- | ----------- | ----------- |
| 1    | Maxime Livio          | Pica d’Or    | ja                   | 26,40       | 0,00        | 0,00        | 26,40       |
| 2    | Louise Svensson Jähde | Waikiki      | ja                   | 29,40       | 0,00        | 0,00        | 29,40       |
| 3    | Laura Collett         | Mr Bass      | nein                 | 28,80       | 1,60        | 0,00        | 30,40       |
| 4    | Andreas Ostholt       | Pennsylvania | nein                 | 28,40       | 2,00        | 0,00        | 30,40       |
| 5    | Richard Coney         | Kananaskis   | nein                 | 29,40       | 1,20        | 0,00        | 30,60       |

Anmerkung:
1. ↑  4. Platz, da schlechteres Geländeergebnis als Laura Collett

### Irland
Für Irland wurde gegenüber dem Vorjahr der Veranstaltungsort gewechselt, die Millstreet International Horse Trials wurden zum Nationenpreisturnier aufgewertet. Durchgeführt wurde das Turnier vom 22. bis 26. August 2018 in Millstreet im Reitsportzentrum neben der Green Glens Arena.
Auch in Millstreet wurde im Rahmen des CICO 3* das neue olympische Reglement getestet. Vier Nationen gingen im Nationenpreis an den Start, Irland stellte dabei zwei Mannschaften. Nach der Dressur lagen Frankreich und die Vereinigten Staaten fast punktgleich in Führung, auch Großbritannien lag mit nur einem Minuspunkt Rückstand fast gleichauf. Frankreich verdankte seine Führung insbesondere Thomas Carlile und dessen Schimmelhengst Upsilon, die auf ein herausragendes Dressurergebnis von 83,21 Prozent und somit umgerechnet auf 16,50 Minuspunkte kam.
Für die US-amerikanische Mannschaft, die aus drei zu diesem Zeitpunkt in Europa ansässigen Reitern bestand, brachte der Geländetag Ernüchterung: Buck Davidson zog dem Start seines Pferdes Carlevo zurück. Da die Equipe kein Reservepaar mit nach Millstreet gebracht hatte, erhielt sie 200 Minuspunkte aus dem Gelände (und später 100 Minuspunkte aus dem Springen), was sie auf den letzten Rang zurückfallen ließ. Großbritannien hingegen hatte einen guten Geländetag, ausschließlich Francis Whittington bekam im Gelände 4,40 Minuspunkte für die Überschreitung der Idealzeit. Die französischen Mannschaftsreiter hingegen kamen hier auf 24,60 Minuspunkte, so dass Großbritannien die Führung übernahm.
Vor dem Springen zog Francis Whittington sein Pferd Nimrod II zurück. Die britische Mannschaft musste daraufhin ihr Reservepaar zum Einsatz bringen, was sie 20 Minuspunkte kostete und sie somit wieder hinter Frankreich zurückfallen ließ. Während die britischen Mannschaftsreiter im Springparcours allesamt Minuspunkte erhielten, blieben zwei Franzosen fehlerfrei. Damit stand der vierte Sieg der Franzosen in dieser Nations-Cup-Saison fest.
In der Einzelwertung überschritt war der Sieg von Thomas Carlile ungefährdet. Einzig im Gelände überschritt er die Idealzeit um zwei Sekunden, sein Vorsprung zur zweitplatzierten Reiterin betrug im Endergebnis 8,7 Minuspunkte. Überschattet wurde die Veranstaltung vom Tod des Wallachs Country Dreams, der zusammen mit seinem Reiter Patrick Martin Byrne auf der Geländestrecke stürzte.
Mannschaftswertung CICO 3*
|                                                    | Mannschaft                                         | Reiter und Pferde                                  | Minuspunkte                                        | Minuspunkte                                        | Minuspunkte                                        | Minuspunkte                                        | Wertungs- punkte |
| Dressur                                            | Mannschaft                                         | Reiter und Pferde                                  | Gelände                                            | Springen                                           | Gesamt                                             |                                                    | Wertungs- punkte |
| -------------------------------------------------- | -------------------------------------------------- | -------------------------------------------------- | -------------------------------------------------- | -------------------------------------------------- | -------------------------------------------------- | -------------------------------------------------- | ---------------- |
| 1                                                  | Frankreich                                         | Thomas Carlile Upsilon                             | 16,50                                              | 0,80                                               | 0,00                                               | 17,30                                              |                  |
| 1                                                  | Frankreich                                         | François Lemiere Ogustin du Terroir                | 40,60                                              | 7,20                                               | 0,00                                               | 47,80                                              |                  |
| 1                                                  | Frankreich                                         | Christopher Six Totem de Brecey                    | 28,30                                              | 16,60                                              | 4,00                                               | 48,90                                              |                  |
| 1                                                  | Frankreich                                         |                                                    |                                                    |                                                    |                                                    | 114,00                                             | 100              |
| 2                                                  | Großbritannien                                     | Alexander Bragg Barrichello                        | 28,90                                              | 0,00                                               | 1,00                                               | 29,90                                              |                  |
| 2                                                  | Großbritannien                                     | Flora Harris Bayano                                | 30,00                                              | 0,00                                               | 8,00                                               | 38,00                                              |                  |
| 2                                                  | Großbritannien                                     | Francis Whittington Nimrod II                      | 27,60                                              | 4,40                                               | (Zurückg.)                                         | 32,00                                              |                  |
| 2                                                  | Großbritannien                                     | Camilla Dumas Artistiek                            | (24,20)                                            | (8,40)                                             | 4,00                                               | 4,00 + 20,00                                       |                  |
| 2                                                  | Großbritannien                                     |                                                    |                                                    |                                                    |                                                    | 123,90                                             | 90               |
| 3                                                  | Irland 2                                           | Austin O’Connor Kilpatrick Knight                  | 31,20                                              | 0,40                                               | 4,00                                               | 35,60                                              |                  |
| 3                                                  | Irland 2                                           | Sarah Ennis Woodcourt Garrison                     | 34,20                                              | 4,40                                               | 0,00                                               | 38,60                                              |                  |
| 3                                                  | Irland 2                                           | Clare Abbott Euro Prince                           | 100,00 (Zurückg.)                                  | –                                                  | –                                                  | 100,00                                             |                  |
| 3                                                  | Irland 2                                           | James O’Haire China Doll                           | (35,10)                                            | 0,80                                               | 8,00                                               | 8,80 + 20,00                                       |                  |
| 3                                                  | Irland 2                                           |                                                    |                                                    |                                                    |                                                    | 203,00                                             | 80               |
| 4                                                  | Irland 1                                           | Brian Morrison Global Milchem                      | 36,20                                              | 2,40                                               | 0,00                                               | 38,60                                              |                  |
| 4                                                  | Irland 1                                           | Padraig Flanagan Lu Ca                             | 40,80                                              | 10,80                                              | 4,00                                               | 55,60                                              |                  |
| 4                                                  | Irland 1                                           | Patrick Martin Byrne Country Dreams                | 37,30                                              | 200,00                                             | 100,00                                             | 337,30                                             |                  |
| 4                                                  | Irland 1                                           |                                                    |                                                    |                                                    |                                                    | 431,50                                             | –                |
| weitere Platzierungen: Vereinigte Staaten: 5. Rang | weitere Platzierungen: Vereinigte Staaten: 5. Rang | weitere Platzierungen: Vereinigte Staaten: 5. Rang | weitere Platzierungen: Vereinigte Staaten: 5. Rang | weitere Platzierungen: Vereinigte Staaten: 5. Rang | weitere Platzierungen: Vereinigte Staaten: 5. Rang | weitere Platzierungen: Vereinigte Staaten: 5. Rang | 70               |

Einzelwertung CICO 3*
| Rang | Reiter             | Pferd             | Mannschafts- wertung | Minuspunkte | Minuspunkte | Minuspunkte | Minuspunkte |
| Rang | Reiter             | Pferd             | Mannschafts- wertung | Dressur     | Gelände     | Springen    | Gesamt      |
| ---- | ------------------ | ----------------- | -------------------- | ----------- | ----------- | ----------- | ----------- |
| 1    | Thomas Carlile     | Upsilon           | ja                   | 16,50       | 0,80        | 0,00        | 17,30       |
| 2    | Rosalind Canter    | Zenshera          | nein                 | 24,00       | 2,00        | 0,00        | 26,00       |
| 3    | Alexander Bragg    | Barrichello       | ja                   | 28,90       | 0,00        | 1,00        | 29,90       |
| 4    | Alexander Bragg    | Shannondale Percy | nein                 | 29,00       | 0,00        | 1,00        | 30,00       |
| 5    | Elisabeth Halliday | Fernhill by Night | nein                 | 25,90       | 4,00        | 4,00        | 33,90       |

### Belgien
Das belgische Nationenpreisturnier der Vielseitigkeitsreiter International Eventing Waregem wurde vom 20. bis 23. September 2018 ausgerichtet. Es fand somit zeitgleich mit der zweiten Woche der Weltreiterspiele 2018 statt. Obwohl die Vielseitigkeitswettbewerbe der Weltreiterspiele zu diesem Zeitpunkt bereits abgeschlossen waren, waren nur wenige Reiter bei beiden Veranstaltungen am Start. Dennoch war das Starterfeld stark besetzt, acht Nationen gingen mit Mannschaften an den Start.
Die deutsche Equipe lag nach der Dressur an der Spitze des Klassements und baute diese Führung im Springen auch noch weiter aus, da drei deutsche Reiter ohne Fehler blieben. Auf Rang zwei nach dem Springen lag Großbritannien mit einem Rückstand von 13,5 Minuspunkten.
Der Geländetag litt unter schwierigen Bedingungen. Aufgrund von starkem Regen war der Boden durchweicht, einige Reiter gingen gar nicht mehr an den Start. Die Idealzeit von sieben Minuten war unter diesen Umständen nicht erreichbar: Die schnellsten Ritte benötigten mehr als 10 Sekunden mehr Zeit, etliche Reiter benötigen aber auch über acht Minuten für den Kurs. Die Ergebnisse aller Mannschaft erhöhten sich somit erheblich. Der Sturz von Julia Mestern auf der Geländestrecke führte dazu, dass Deutschland seine Spitzenposition einbüßte. Die britische Equipe, die ebenso den Sturz von einem ihrer Reiter hinnehmen musste, rückte auf Platz eins vor und gewann die Prüfung.
In der Einzelwertung war Julia Krajewski nach einer sehr guten Dressur und ansonsten wenig glücklich verlaufenden Weltreiterspielen auch Waregem am Start. Nach der Dressur und nach dem Springen lag sie jeweils hinter Michael Jung auf Platz zwei. Während Jung mit Lennox ein deutlich reduziertes Tempo im Gelände wählte und auf Platz 21 zurückfiel, entschied sich Krajewski für einen zugigen Geländeritt mit Samourai du Thot. Nach 7:12 Minuten kam sie als schnellste Reiterin in das Ziel und rutschte damit auf Rang eins vor.
Mannschaftswertung CICO 3*
|                                                                                                 | Mannschaft                                                                                      | Reiter und Pferde                                                                               | Minuspunkte                                                                                     | Minuspunkte                                                                                     | Minuspunkte                                                                                     | Minuspunkte                                                                                     | Wertungs- punkte |
| Dressur                                                                                         | Mannschaft                                                                                      | Reiter und Pferde                                                                               | Springen                                                                                        | Gelände                                                                                         | Gesamt                                                                                          |                                                                                                 | Wertungs- punkte |
| ----------------------------------------------------------------------------------------------- | ----------------------------------------------------------------------------------------------- | ----------------------------------------------------------------------------------------------- | ----------------------------------------------------------------------------------------------- | ----------------------------------------------------------------------------------------------- | ----------------------------------------------------------------------------------------------- | ----------------------------------------------------------------------------------------------- | ---------------- |
| 1                                                                                               | Großbritannien                                                                                  | Sarah Bullimore Valentino V                                                                     | 29,20                                                                                           | 4,00                                                                                            | 9,60                                                                                            | 42,80                                                                                           |                  |
| 1                                                                                               | Großbritannien                                                                                  | Flora Harris Amazing                                                                            | 29,20                                                                                           | 4,00                                                                                            | 9,60                                                                                            | 42,80                                                                                           |                  |
| 1                                                                                               | Großbritannien                                                                                  | Camilla Dumas Artistiek                                                                         | 28,00                                                                                           | 0,00                                                                                            | 16,80                                                                                           | 44,80                                                                                           |                  |
| 1                                                                                               | Großbritannien                                                                                  | Will Furlong Collien P                                                                          | 31,20                                                                                           | 0,00                                                                                            | AUSG                                                                                            | (1000,00)                                                                                       |                  |
| 1                                                                                               | Großbritannien                                                                                  |                                                                                                 |                                                                                                 |                                                                                                 |                                                                                                 | 130,40                                                                                          | 100              |
| 2                                                                                               | Frankreich                                                                                      | Astier Nicolas Alertamalib'Or                                                                   | 29,00                                                                                           | 5,00                                                                                            | 8,80                                                                                            | 42,80                                                                                           |                  |
| 2                                                                                               | Frankreich                                                                                      | Nicolas Touzaint Vendee Globe'jac                                                               | 32,60                                                                                           | 4,00                                                                                            | 10,00                                                                                           | 46,60                                                                                           |                  |
| 2                                                                                               | Frankreich                                                                                      | Alexis Goury Trompe l'Oeil d'Emery                                                              | 32,20                                                                                           | 4,00                                                                                            | 10,80                                                                                           | 47,00                                                                                           |                  |
| 2                                                                                               | Frankreich                                                                                      | Marie Caroline Barbier Picasso d'Oreal                                                          | 32,90                                                                                           | 4,00                                                                                            | 13,60                                                                                           | (50,50)                                                                                         |                  |
| 2                                                                                               | Frankreich                                                                                      |                                                                                                 |                                                                                                 |                                                                                                 |                                                                                                 | 136,40                                                                                          | 90               |
| 3                                                                                               | Deutschland                                                                                     | Julia Krajewski Samourai du Thot                                                                | 24,60                                                                                           | 0,00                                                                                            | 4,80                                                                                            | 29,40                                                                                           |                  |
| 3                                                                                               | Deutschland                                                                                     | Christoph Wahler Carjatan S                                                                     | 30,80                                                                                           | 8,00                                                                                            | 14,00                                                                                           | 52,80                                                                                           |                  |
| 3                                                                                               | Deutschland                                                                                     | Michael Jung Greenline                                                                          | 27,10                                                                                           | 0,00                                                                                            | 38,80                                                                                           | 65,90                                                                                           |                  |
| 3                                                                                               | Deutschland                                                                                     | Julia Mestern Grand Prix                                                                        | 27,20                                                                                           | 0,00                                                                                            | AUSG                                                                                            | (1000,00)                                                                                       |                  |
| 3                                                                                               | Deutschland                                                                                     |                                                                                                 |                                                                                                 |                                                                                                 |                                                                                                 | 148,10                                                                                          | 80               |
| 4                                                                                               | Schweden                                                                                        | Malin Josefsson Golden Midnight                                                                 | 32,90                                                                                           | 4,00                                                                                            | 6,00                                                                                            | 42,90                                                                                           |                  |
| 4                                                                                               | Schweden                                                                                        | Therese Viklund Diabolique                                                                      | 26,70                                                                                           | 0,00                                                                                            | 22,80                                                                                           | 49,50                                                                                           |                  |
| 4                                                                                               | Schweden                                                                                        | Anna Nilsson Candy Girl                                                                         | 30,30                                                                                           | 0,00                                                                                            | 40,00                                                                                           | 70,30                                                                                           |                  |
| 4                                                                                               | Schweden                                                                                        | Ebba Adnervik Chippieh                                                                          | 33,00                                                                                           | 4,00                                                                                            | 37,60                                                                                           | (74,60)                                                                                         |                  |
| 4                                                                                               | Schweden                                                                                        |                                                                                                 |                                                                                                 |                                                                                                 |                                                                                                 | 162,70                                                                                          | 70               |
| weitere Platzierungen: Niederlande: 5. Rang Belgien: 6. Rang Dänemark: 7. Rang Italien: 8. Rang | weitere Platzierungen: Niederlande: 5. Rang Belgien: 6. Rang Dänemark: 7. Rang Italien: 8. Rang | weitere Platzierungen: Niederlande: 5. Rang Belgien: 6. Rang Dänemark: 7. Rang Italien: 8. Rang | weitere Platzierungen: Niederlande: 5. Rang Belgien: 6. Rang Dänemark: 7. Rang Italien: 8. Rang | weitere Platzierungen: Niederlande: 5. Rang Belgien: 6. Rang Dänemark: 7. Rang Italien: 8. Rang | weitere Platzierungen: Niederlande: 5. Rang Belgien: 6. Rang Dänemark: 7. Rang Italien: 8. Rang | weitere Platzierungen: Niederlande: 5. Rang Belgien: 6. Rang Dänemark: 7. Rang Italien: 8. Rang | 60 55 50 45      |

Einzelwertung CICO 3*
| Rang | Reiter           | Pferd            | Mannschafts- wertung | Minuspunkte | Minuspunkte | Minuspunkte | Minuspunkte |
| Rang | Reiter           | Pferd            | Mannschafts- wertung | Dressur     | Springen    | Gelände     | Gesamt      |
| ---- | ---------------- | ---------------- | -------------------- | ----------- | ----------- | ----------- | ----------- |
| 1    | Julia Krajewski  | Samourai du Thot | ja                   | 24,60       | 0,00        | 4,80        | 29,40       |
| 2    | Frank Ostholt    | Jum Jum          | nein                 | 31,60       | 0,00        | 8,40        | 40,00       |
| 3    | Arne Bergendahl  | Down to the wire | nein                 | 30,10       | 0,00        | 11,60       | 41,70       |
| 4    | Clara Loiseau    | Wont Wait        | nein                 | 31,00       | 0,00        | 10,80       | 41,80       |
| 5    | Nicolas Touzaint | Eboli            | nein                 | 30,40       | 0,00        | 11,60       | 42,00       |

### Niederlande
Zum Saisonfinale stand der einzige Nations-Cup-Etappe auf 3*-Langprüfungs-Niveau (CCIO 3*) an. Vom 11. bis 14. Oktober 2018 wurde das Nationenpreisturnier der Niederlande in Boekelo durchgeführt. Das Preisgeld, welches beim Turnier Military Boekelo ausgeschüttet wurde, betrug 47.700 Euro.
Nach der Dressur lagen Deutschland und Großbritannien annähernd gleichauf an der Spitze, die Niederlande folgten mit gut zwei Minuspunkten dahinter. Die Idealzeit am Geländetag war erreichbar, aber herausfordernd. Während die favorisierten Mannschaften überwiegend ohne größere Probleme durch das Gelände kamen, zollten andere Nationen dem erhöhten Niveau eine Landprüfung Tribut und fielen im Klassement zurück. Zwei Verweigerungen beim Ritt von Nicolas Touzaint warfen Frankreichs Equipe deutlich zurück und kosteten letztlich den Gesamtsieg der Saison 2018. Neuseeland war ohne Reservepaar am Start. Da alle drei Reiter der Mannschaft jeweils eine Verweigerung im Gelände hinnehmen mussten, fiel die Mannschaft fast an das Ende des Zwischenergebnisses zurück.
In der Teilprüfung Springen leisteten sich die deutschen Mannschaftsreiter mehrere Hindernisfehler und brachten damit Spannung in die Entscheidung um den Sieg. Doch auch die Ritte von Pippa Funnell und Izzy Taylor im Springparcours verliefen nicht wie gewünscht, so dass Großbritannien auf dem zweiten Rang blieb. Auch in der Einzelwertung gab es einen deutschen Sieg: Wie bereits Waregem, so gewann auch in Boekelo Julia Krajewski mit dem 12-jährigen Wallach Samourai du Thot. Tim Lips hatte die Dressur mit unter 20 Minuspunkten deutlich gewonnen, blieb im Gelände fehlerfrei, zwei Fehler im Springen warfen ihn dann jedoch auf Rang drei zurück.
Mannschaftswertung CCIO 3*
| | Mannschaft | Reiter und Pferde | Minuspunkte | Minuspunkte | Minuspunkte | Minuspunkte | Wertungs- punkte |
| Dressur | Mannschaft | Reiter und Pferde | Gelände | Springen | Gesamt | | Wertungs- punkte |
| --- | --- | --- | --- | --- | --- | --- | ---------------- |
| 1 | Deutschland | Julia Krajewski Samourai du Thot                                                                                      | 22,60 | 0,00 | 0,00 | 22,60 |                  |
| 1 | Deutschland | Dirk Schrade Unteam de la Cense                                                                                       | 28,50 | 0,00 | 4,00 | 32,50 |                  |
| 1 | Deutschland | Christoph Wahler Carjatan S                                                                                           | 28,90 | 6,00 | 4,00 | 38,90 |                  |
| 1 | Deutschland | Ben Leuwer Urlanmore Prince                                                                                           | 32,30 | 0,00 | 8,00 | (40,30) |                  |
| 1 | Deutschland | | | | | 94,00 | 100              |
| 2 | Großbritannien | Laura Collett London                                                                                                  | 23,10 | 1,60 | 0,00 | 24,70 |                  |
| 2 | Großbritannien | Alexander Bragg Shannondale Percy                                                                                     | 29,90 | 6,80 | 0,00 | 36,70 |                  |
| 2 | Großbritannien | Pippa Funnell Maybach                                                                                                 | 27,70 | 2,80 | 8,00 | 38,50 |                  |
| 2 | Großbritannien | Isabelle Taylor Direct Cassino                                                                                        | 31,80 | 4,40 | 16,00 | (52,20) |                  |
| 2 | Großbritannien | | | | | 99,90 | 90               |
| 3 | Schweden | Malin Josefsson Allan V                                                                                               | 30,80 | 0,00 | 0,00 | 30,80 |                  |
| 3 | Schweden | Therese Viklund Diabolique                                                                                            | 23,80 | 6,00 | 8,00 | 37,80 |                  |
| 3 | Schweden | Hanna Berg Quite Survivor                                                                                             | 35,10 | 4,00 | 0,00 | 39,10 |                  |
| 3 | Schweden | Christoffer Forsberg Sapporo                                                                                          | 32,40 | 1,20 | 9,00 | (42,60) |                  |
| 3 | Schweden | | | | | 107,70 | 80               |
| 4 | Irland | Sam Watson Tullabeg Flamenco                                                                                          | 36,50 | 0,00 | 0,00 | 36,50 |                  |
| 4 | Irland | Brian Morrison Global Milchem                                                                                         | 36,50 | 5,20 | 0,00 | 41,70 |                  |
| 4 | Irland | Sarah Ennis Woodcourt Garrison                                                                                        | 35,30 | 5,20 | 2,00 | 42,50 |                  |
| 4 | Irland | Meabh Bolger Killossery Athletic Touch                                                                                | 33,00 | 48,40 | 14,00 | (95,40) |                  |
| 4 | Irland | | | | | 120,70 | 70               |
| weitere Platzierungen: Italien: 5. Rang Niederlande: 6. Rang Frankreich: 7. Rang Neuseeland: 8. Rang Belgien: 9. Rang | weitere Platzierungen: Italien: 5. Rang Niederlande: 6. Rang Frankreich: 7. Rang Neuseeland: 8. Rang Belgien: 9. Rang | weitere Platzierungen: Italien: 5. Rang Niederlande: 6. Rang Frankreich: 7. Rang Neuseeland: 8. Rang Belgien: 9. Rang | weitere Platzierungen: Italien: 5. Rang Niederlande: 6. Rang Frankreich: 7. Rang Neuseeland: 8. Rang Belgien: 9. Rang | weitere Platzierungen: Italien: 5. Rang Niederlande: 6. Rang Frankreich: 7. Rang Neuseeland: 8. Rang Belgien: 9. Rang | weitere Platzierungen: Italien: 5. Rang Niederlande: 6. Rang Frankreich: 7. Rang Neuseeland: 8. Rang Belgien: 9. Rang | weitere Platzierungen: Italien: 5. Rang Niederlande: 6. Rang Frankreich: 7. Rang Neuseeland: 8. Rang Belgien: 9. Rang | 60 55 50 45 40   |

Einzelwertung CCIO 3*
| Rang | Reiter          | Pferd             | Mannschafts- wertung | Minuspunkte | Minuspunkte | Minuspunkte | Minuspunkte |
| Rang | Reiter          | Pferd             | Mannschafts- wertung | Dressur     | Gelände     | Springen    | Gesamt      |
| ---- | --------------- | ----------------- | -------------------- | ----------- | ----------- | ----------- | ----------- |
| 1    | Julia Krajewski | Samourai du Thot  | ja                   | 22,60       | 0,00        | 0,00        | 22,60       |
| 2    | Laura Collett   | London            | ja                   | 23,10       | 1,60        | 0,00        | 24,70       |
| 3    | Tim Lips        | Bayro             | ja                   | 19,20       | 0,00        | 8,00        | 27,20       |
| 4    | Niklas Bschorer | Tom Tom Go        | nein                 | 27,00       | 2,80        | 0,00        | 29,80       |
| 5    | Kazuma Tomoto   | Brookpark Vikenti | nein                 | 26,30       | 4,40        | 0,00        | 30,70       |

## Gesamtwertung
Frankreich dominierte die Saison 2018, die Franzosen gewannen vier von acht Etappen der Turnierserie. Dennoch verpassten sie den Gesamtsieg knapp: Großbritannien, das an neun Nationenpreisen teilnahm (und damit an einem mehr als Frankreich) profitierte bei der letzte Etappe in Boekelo vom wenig glücklichen Turnierverlauf der Franzosen und schob sich am Ende der Saison mit 30 Wertungspunkten Vorsprung auf den ersten Platz.
|    |                    | ITA | GBR | POL | USA | FRA | IRL | BEL | NED | Wertungs- punkte |
| -- | ------------------ | --- | --- | --- | --- | --- | --- | --- | --- | ---------------- |
| 1  | Großbritannien     | –   | 55  | 90  | 100 | 45  | 90  | 100 | 90  | 570              |
| 2  | Frankreich         | 100 | –   | 100 | –   | 100 | 100 | 90  | 50  | 540              |
| 3  | Deutschland        | –   | 100 | 60  | –   | 80  | –   | 80  | 100 | 420              |
| 4  | Schweden           | 90  | 60  | 55  | –   | 60  | –   | 70  | 80  | 415              |
| 5  | Italien            | 80  | –   | 80  | –   | 55  | –   | 45  | 60  | 320              |
| 6  | Vereinigte Staaten | –   | 90  | –   | 80  | –   | 70  | –   | –   | 240              |
| 7  | Irland             | –   | 80  | –   | –   | –   | 80  | –   | 70  | 230              |
| 8  | Niederlande        | –   | –   | –   | –   | 90  | –   | 60  | 55  | 205              |
| 9  | Schweiz            | 70  | –   | –   | –   | 50  | –   | –   | –   | 120              |
| 10 | Neuseeland         | –   | 70  | –   | –   | –   | –   | –   | 45  | 115              |
| 11 | Belgien            | –   | –   | –   | –   | –   | –   | 55  | 40  | 95               |
| 12 | Kanada             | –   | –   | –   | 90  | –   | –   | –   | –   | 90               |
| 13 | Polen              | –   | –   | 70  | –   | –   | –   | –   | –   | 70               |
| 13 | Spanien            | –   | –   | –   | –   | 70  | –   | –   | –   | 70               |
| 15 | Österreich         | –   | –   | 50  | –   | –   | –   | –   | –   | 50               |
| 15 | Dänemark           | –   | –   | –   | –   | –   | –   | 50  | –   | 50               |